# Departure of Prince and Princess Arisugawa
Departure of Prince and Princess Arisugawa è un cortometraggio muto del 1905. Il nome del regista non viene riportato nei credit del film né vi appare quello dell'operatore.
La principessa e il principe Arisugawa avevano assistito il 4 luglio 1905 al varo, nei cantieri navali di Barrow-in-Furness, della nave da battaglia Katori.

## Produzione
Il film fu prodotto dalla Hepworth.

## Distribuzione
Distribuito dalla Hepworth, il documentario - un cortometraggio della lunghezza di trenta metri - uscì nelle sale cinematografiche britanniche nel 1905.